# Proceso adiabático
En termodinámica se designa como proceso adiabático a aquel en el cual el sistema termodinámico (generalmente, un fluido que realiza un trabajo) no intercambia calor con su entorno. Un proceso adiabático que es además reversible se conoce como proceso isoentrópico. El extremo opuesto, en el que tiene lugar la máxima transferencia de calor, causando que la temperatura permanezca constante, se denomina proceso isotérmico.
El término adiabático hace referencia a volúmenes  que impiden la transferencia de calor con el entorno. Una pared aislada se aproxima bastante a un límite adiabático. Otro ejemplo es la temperatura adiabática de llama, que es la temperatura que podría alcanzar una llama si no hubiera pérdida de calor hacia el entorno. En climatización los procesos de humectación (aporte de vapor de agua) son adiabáticos, puesto que no hay transferencia de calor, a pesar de que se consiga variar la temperatura del aire y su humedad relativa.
El calentamiento y enfriamiento adiabático son procesos que comúnmente ocurren debido al cambio en la presión de un gas, que conlleva variaciones en volumen y temperatura. Los nuevos valores de las variables de estado pueden ser cuantificados usando la ley de los gases ideales.
Acorde con el primer principio de la termodinámica,
{\displaystyle \Delta U+W=0\qquad \qquad \qquad (1)}
donde U es la energía interna del sistema y W es el trabajo realizado por el sistema. Cualquier trabajo (W) realizado debe ser realizado a expensas de la energía U, mientras que no haya sido suministrado calor Q desde el exterior. El trabajo W realizado por el sistema se define como 
{\displaystyle W=P\Delta V\qquad \qquad \qquad (2)}
Si se relaciona el tema del proceso adiabático con las ondas, se debe tener en cuenta que el proceso o carácter adiabático solo se produce en las ondas longitudinales

## Descripción
Un proceso sin transferencia de calor hacia o desde un sistema, de modo que Q = 0, se llama adiabático, y dicho sistema se dice que está adiabáticamente aislado. La suposición simplificadora que se hace con frecuencia es que un proceso es adiabático. Por ejemplo, se supone que la compresión de un gas dentro de un cilindro de un motor ocurre tan rápidamente que, en la escala de tiempo del proceso de compresión, una pequeña parte de la energía del sistema puede transferirse en forma de calor a los alrededores. Aunque los cilindros no están aislados y son bastante conductores, ese proceso se idealiza para que sea adiabático. Lo mismo puede decirse del proceso de expansión de dicho sistema.
La suposición de aislamiento adiabático es útil y, a menudo, se combina con otras idealizaciones similares para calcular una buena primera aproximación del comportamiento de un sistema. Por ejemplo, según Laplace, cuando el sonido viaja en un gas, no hay tiempo para la conducción de calor en el medio, por lo que la propagación del sonido es adiabática. Para tal proceso adiabático, el módulo de elasticidad (Módulo de Young) se puede expresar como E = γP, donde γ es la relación de calores específicos a presión constante y a volumen constante (γ = CpCv) y P es la presión del gas.

### Varias aplicaciones de la suposición adiabática
Para un sistema cerrado, se puede escribir la primera ley de la termodinámica como ΔU = Q − W, donde ΔU denota el cambio de la energía interna del sistema, Q la cantidad de energía añadida en forma de calor, y W el trabajo realizado por el sistema sobre su entorno.
- Si el sistema tiene paredes tan rígidas que el trabajo no puede transferirse hacia adentro o hacia afuera (W = 0), y las paredes no son adiabaticas y se agrega energía en forma de calor (Q > 0), y no hay cambio de fase, entonces la temperatura del sistema aumentará.
- Si el sistema tiene paredes tan rígidas que no se puede realizar trabajo de presión-volumen, pero las paredes son adiabáticas (Q = 0), y la energía se agrega como trabajo isocórico (volumen constante) en forma de fricción o agitación de un fluido viscoso dentro del sistema (W < 0), y no hay cambio de fase, entonces la temperatura del sistema aumentará.
- Si las paredes del sistema son adiabáticas (Q = 0) pero no rígidas (W ≠ 0), y, en un proceso idealizado ficticio, se agrega energía al sistema en forma de trabajo de presión-volumen no viscoso y sin fricción (W < 0), y no hay cambio de fase, entonces la temperatura del sistema aumentará. Tal proceso se llama proceso isoentrópico y se dice que es "reversible". Idealmente, si se invirtiera el proceso, la energía podría recuperarse por completo como trabajo realizado por el sistema. Si el sistema contiene un gas comprimible y su volumen se reduce, la incertidumbre de la posición del gas se reduce y aparentemente reduciría la entropía del sistema, pero la temperatura del sistema aumentará ya que el proceso es isoentrópico (ΔS = 0). Si el trabajo se agrega de tal manera que la fricción o las fuerzas viscosas están operando dentro del sistema, entonces el proceso no es isoentrópico, y si no hay un cambio de fase, entonces la temperatura del sistema aumentará, se dice que el proceso es "irreversible", y el trabajo agregado al sistema no es completamente recuperable en forma de trabajo.
- Si las paredes de un sistema no son adiabáticas y la energía se transfiere en forma de calor, la entropía se transfiere al sistema con el calor. Tal proceso no es ni adiabático ni isentrópico, teniendo Q > 0, y ΔS > 0 según la segunda ley de la termodinámica.

Los procesos adiabáticos naturales son irreversibles (se produce entropía).
La transferencia de energía como trabajo en un sistema adiabáticamente aislado se puede imaginar como dos tipos extremos idealizados. En uno de estos tipos, no se produce entropía dentro del sistema (sin fricción, disipación viscosa, etc.), y el trabajo es solo trabajo de presión-volumen (indicado por P dV). En la naturaleza, este tipo ideal ocurre solo aproximadamente porque exige un proceso infinitamente lento y sin fuentes de disipación.
El otro tipo de trabajo extremo es el trabajo isocórico. (dV = 0), para el cual la energía se agrega como trabajo únicamente a través de la fricción o la disipación viscosa dentro del sistema. Un agitador que transfiere energía a un fluido viscoso de un sistema aislado adiabáticamente con paredes rígidas, sin cambio de fase, provocará un aumento de temperatura del fluido, pero ese trabajo no es recuperable. El trabajo isocórico es irreversible. La segunda ley de la termodinámica observa que un proceso natural, de transferencia de energía como trabajo, siempre consta al menos de trabajo isocórico y, a menudo, de estos dos tipos extremos de trabajo. Todo proceso natural, adiabático o no, es irreversible, con ΔS > 0, ya que la fricción o la viscosidad siempre están presentes hasta cierto punto.

## Calentamiento y enfriamiento adiabáticos
La compresión adiabática de un gas provoca un aumento de la temperatura del gas. La expansión adiabática contra la presión, o un resorte, provoca un descenso de la temperatura. En cambio, la expansión libre es un proceso isotérmico para un gas ideal.
El calentamiento adiabático se produce cuando la presión de un gas aumenta por el trabajo realizado sobre él por su entorno, por ejemplo, un pistón comprimiendo un gas contenido dentro de un cilindro y aumentando la temperatura donde en muchas situaciones prácticas la conducción de calor a través de las paredes puede ser lenta comparada con el tiempo de compresión. Esto encuentra aplicación práctica en motores diésel que dependen de la falta de disipación de calor durante la carrera de compresión para elevar la temperatura del vapor de combustible lo suficiente como para encenderlo.
El calentamiento adiabático se produce en la atmósfera terrestre cuando una masa de aire desciende, por ejemplo, en un viento catabático, viento foehn o  viento Chinook que fluye cuesta abajo sobre una cordillera. Cuando un paquete de aire desciende, aumenta su presión. Debido a este aumento de presión, el volumen de la parcela disminuye y su temperatura aumenta, ya que se realiza trabajo sobre la parcela de aire, aumentando así su energía interna, que se manifiesta por un aumento de la temperatura de esa masa de aire. El paquete de aire sólo puede disipar lentamente la energía por conducción o radiación (calor), y en una primera aproximación puede considerarse aislado adiabáticamente y el proceso un proceso adiabático.
El enfriamiento adiabático se produce cuando la presión sobre un sistema aislado adiabáticamente disminuye, lo que le permite expandirse y, por tanto, realizar un trabajo sobre su entorno. Cuando se reduce la presión aplicada sobre un paquete de gas, se permite que el gas del paquete se expanda; a medida que aumenta el volumen, la temperatura desciende al disminuir su energía interna. El enfriamiento adiabático se produce en la atmósfera terrestre con la elevación orográfica y las ondas de sotavento, y esto puede formar pileus o  nubes lenticulares.
Debido en parte al enfriamiento adiabático en zonas montañosas, en algunas partes del desierto del Sáhara se producen nevadas con poca frecuencia.
El enfriamiento adiabático no tiene por qué implicar un fluido. Una técnica utilizada para alcanzar temperaturas muy bajas (milésimas e incluso millonésimas de grado por encima del cero absoluto) es a través de la desmagnetización adiabática, donde el cambio de campo magnético en un material magnético se utiliza para proporcionar enfriamiento adiabático. Además, el contenido de un universo en expansión puede describirse (en primer orden) como un fluido que se enfría adiabáticamente. (Véase Muerte térmica del universo).
El magma ascendente también experimenta un enfriamiento adiabático antes de la erupción, particularmente significativo en el caso de magmas que ascienden rápidamente desde grandes profundidades como las kimberlitas.
En el manto convectivo de la Tierra (la astenosfera) bajo la litosfera, la temperatura del manto es aproximadamente adiabática. El ligero descenso de la temperatura con la profundidad se debe a la disminución de la presión cuanto más superficial es el material en la Tierra.
Tales cambios de temperatura pueden cuantificarse utilizando la ley de los gases ideales, o la  ecuación hidrostática para procesos atmosféricos.
En la práctica, ningún proceso es realmente adiabático. Muchos procesos se basan en una gran diferencia en las escalas de tiempo del proceso de interés y la tasa de disipación de calor a través de un límite del sistema, y por lo tanto se aproximan mediante el uso de una suposición adiabática. Siempre hay alguna pérdida de calor, ya que no existen aislantes perfectos.

## Relaciones P, V, T en la expansión adiabática del gas ideal
Joule, en su célebre experimento sobre expansión libre, demostró que la energía interna de un gas perfecto era independiente del volumen (V), o la presión (P), solo función de la temperatura.
Esta conclusión conduce a que, para un gas ideal:
{\displaystyle {\text{(a)}}\qquad dU=n\ C_{v}\ dT=\delta Q-\delta W}
Pero en la expansión adiabática:
{\displaystyle {\text{(b)}}\qquad \delta Q=0;\qquad \delta W=P\ \delta V}
Con lo que se obtiene la siguiente relación:
{\displaystyle {\text{(c)}}\qquad \delta U=n\ C_{v}\ \delta T=-P\ \delta V}
En el gas ideal se cumple:
{\displaystyle P\ V=n\ R\ T}
{\displaystyle C_{p}-C_{v}=n\ R}
{\displaystyle \gamma =C_{p}/C_{v}}
Los valores {\displaystyle C_{p}} y {\displaystyle C_{v}} son función del número de átomos en la molécula.
Despejando {\displaystyle P} y sustituyendo {\displaystyle P} y {\displaystyle R} en la Ec.(c) queda, la relación diferencial:
{\displaystyle {\text{(d)}}\qquad {\frac {dT}{T}}=-{\frac {\left(\gamma -1\right)\ dV}{V}}}
E integrando entre los estados inicial y final:
{\displaystyle {\text{(e)}}\qquad {\frac {T_{f}}{T_{i}}}=\left({\frac {V_{i}}{V_{f}}}\right)^{\left(\gamma -1\right)}}
Teniendo en cuenta que al trabajar con gases perfectos se cumple {\displaystyle T=PV/nR}, la Ec.(e) puede ponerse:
{\displaystyle \qquad {\frac {P_{f}\ V_{f}}{P_{i}\ V_{i}}}=\left({\frac {V_{i}}{V_{f}}}\right)^{\left(\gamma -1\right)}\qquad \to \qquad {\frac {P_{f}}{P_{i}}}=\left({\frac {V_{i}}{V_{f}}}\right)^{\left(\gamma \right)}}
Finalmente:
{\displaystyle {\text{(f)}}\qquad P_{f}V_{f}^{\gamma }=P_{i}V_{i}^{\gamma }=Constante}
operando sobre Ec.(e) y Ec.(f):
{\displaystyle {\text{(g)}}\qquad {\frac {T_{f}}{T_{i}}}=\left({\frac {P_{f}}{P_{i}}}\right)^{\left({\frac {\gamma -1}{\gamma }}\right)}}

## Ejemplo de cálculo
Asumiremos que el sistema es un gas monoatómico, por lo que :{\displaystyle C_{V}={3 \over 2}R} 
donde R es la constante universal de los gases.
Dado {\displaystyle \Delta P} y {\displaystyle \Delta V} entonces {\displaystyle W=P\Delta V} y 
{\displaystyle \Delta U={3 \over 2}nR\Delta T={3 \over 2}\Delta (PV)={3 \over 2}(P\Delta V+V\Delta P)\qquad (3)}
Ahora sustituyendo las ecuaciones (2) y (3) en la ecuación (1) obtenemos
{\displaystyle -P\Delta V={3 \over 2}P\Delta V+{3 \over 2}V\Delta P}
simplificando
{\displaystyle -{5 \over 2}P\Delta V={3 \over 2}V\Delta P}
dividiendo ambos lados de la igualdad entre PV
{\displaystyle -5{\Delta V \over V}=3{\Delta P \over P}}
Aplicando las normas del cálculo diferencial (es decir integrando a ambos lados) obtenemos que
{\displaystyle -5\Delta (\operatorname {ln} V)=3\Delta (\operatorname {ln} P)}
que tomando :{\displaystyle \Delta lnV=(lnV-lnV_{0});\Delta lnP=(lnP-lnP_{0})} se puede expresar como
{\displaystyle {\operatorname {ln} P-\operatorname {ln} P_{0} \over \operatorname {ln} V-\operatorname {ln} V_{0}}=-{5 \over 3}}
Para ciertas constantes {\displaystyle P_{0}} y {\displaystyle V_{0}} del estado inicial. Entonces
{\displaystyle {\operatorname {ln} (P/P_{0}) \over \operatorname {ln} (V/V_{0})}=-{5 \over 3},}
{\displaystyle \operatorname {ln} \left({P \over P_{0}}\right)=-5/3\operatorname {ln} \left({V \over V_{0}}\right)}
elevando al exponente ambos lados de la igualdad
{\displaystyle \left({P \over P_{0}}\right)=\left({V \over V_{0}}\right)^{-5/3}}
eliminando el signo menos
{\displaystyle \left({P \over P_{0}}\right)=\left({V_{0} \over V}\right)^{5/3}}
por lo tanto
{\displaystyle \left({P \over P_{0}}\right)\left({V \over V_{0}}\right)^{5/3}=1}
y
{\displaystyle PV^{5/3}=P_{0}V_{0}^{5/3}=P_{0}V_{0}^{\gamma }=\operatorname {constante} .}

## Representación gráfica de las curvas adiabáticas

Durante un proceso adiabático, la energía interna del fluido que realiza el trabajo debe necesariamente decrecer.

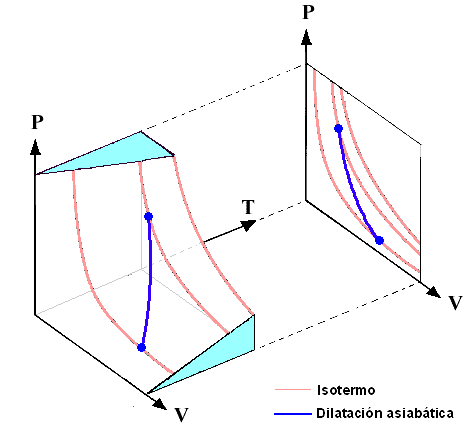
Esquema de una expansión adiabática.

Las propiedades de las curvas adiabáticas en un diagrama P-V son las siguientes:
1. Cada adiabática se aproxima asintóticamente a ambos ejes del diagrama P-V (al igual que las isotermas).
2. Cada adiabática se interseca con cada isoterma en un solo punto.
3. Una curva adiabática se parece a una isoterma, excepto que durante una expansión, una adiabática pierde más presión que una isoterma, por lo que inclinación es mayor (es más vertical).
4. Si las isotermas son cóncavas hacia la dirección "noreste" (45°), entonces las adiabáticas son cóncavas hacia la dirección "este noreste" (31°).
5. Si adiabáticas e isotermas se dibujan separadamente con cambios regulares en la entropía y temperatura, entonces a medida que nos alejamos de los ejes (en dirección noreste), parece que la densidad de las isotermas permanece constante, pero la densidad de las adiabáticas disminuye. La excepción se encuentra muy cerca del cero absoluto, donde la densidad de las adiabáticas cae fuertemente y se hacen muy raras (Véase también: Teorema de Nernst).

## Cálculo del trabajo involucrado
Según se dedujo anteriormente, la ecuación  que describe un proceso adiabático del gas ideal, en un proceso reversible:
{\displaystyle PV^{\gamma }=\operatorname {constante} } donde P es la presión del gas, V su volumen y {\displaystyle \gamma ={C_{P} \over C_{V}}} el coeficiente adiabático, siendo {\displaystyle C_{P}} el calor específico molar a presión constante y {\displaystyle C_{V}} el calor específico molar a volumen constante.
Para un gas monoatómico ideal, {\displaystyle \gamma =5/3}. Para un gas diatómico (como el nitrógeno o el oxígeno, los principales componentes del aire) {\displaystyle \gamma =7/5=1,4}
Al no haber suministro externo de calor, cualquier trabajo (W) realizado será a expensas de la energía U, 
En la fórmula:
{\displaystyle PV^{\gamma }=\operatorname {K} }
hacemos un pequeño cambio, entonces quedaría así: 
{\displaystyle P=K/V^{\gamma }\qquad \qquad \qquad (4)}
Ahora derivando la fórmula  del trabajo e integrándola a la vez tenemos:
{\displaystyle \int _{1}^{2}\,dW} ={\displaystyle \int _{1}^{2}\,PdV\qquad \qquad \qquad (5)}
Ahora reemplazamos la (4) en la (5):  
{\displaystyle \int _{1}^{2}\,K/{V^{\gamma }}dV}
Ahora sabemos que "K" es una constante, por lo cual, esta sale de la integral:
{\displaystyle K\int _{1}^{2}\,1/{V^{\gamma }}dV}
luego vemos que nos queda todo en función del volumen entonces lo integramos:
{\displaystyle (KV^{1-{\gamma }})/(1-{\gamma })}
como sabemos que:
{\displaystyle PV^{\gamma }=\operatorname {K} }
entonces reemplazamos en la ecuación:
{\displaystyle PV^{\gamma }(V^{1-{\gamma }})_{1}^{2}/(1-{\gamma })}
y multiplicamos:
{\displaystyle (P_{2}V_{2}^{\gamma }V_{2}^{1-{\gamma }}-P_{1}V_{1}^{\gamma }V_{1}^{1-{\gamma }})/(1-{\gamma })}
luego de resolver la ecuación nos quedará esta forma:
{\displaystyle [P_{2}V_{2}-P_{1}V_{1}]/(1-{\gamma })}
y por definición nos quedaría:
{\displaystyle \Delta (PV)/(1-{\gamma })}
que al final nos dará:
{\displaystyle nR\Delta T/(1-{\gamma })}
y esto será igual al trabajo:
{\displaystyle \ W=(P_{2}V_{2}-P_{1}V_{1})/(1-{\gamma })=nR(T_{2}-T_{1})/(1-{\gamma })}

## Enfriamiento adiabático del aire
Existen tres relaciones en el enfriamiento adiabático del aire:
1. La relación ambiente de la atmósfera, que es la proporción a la que el aire se enfría a medida que se gana altitud.
2. La tasa seca adiabática, es de unos -1° por cada 100 metros de subida.
3. La tasa húmeda adiabática, es de unos -0,6° - 0,3º por cada 100 metros de subida.

La primera relación se usa para describir la temperatura del aire circundante a través del cual está pasando el aire ascendente. La segunda y tercera proporción son las referencias para una masa de aire que está ascendiendo en la atmósfera. La tasa seca adiabática se aplica a aire que está por debajo del punto de rocío, por ejemplo, si no está saturado de vapor de agua, mientras que la tasa húmeda adiabática se aplica a aire que ha alcanzado su punto de rocío. El enfriamiento adiabático es una causa común de la formación de nubes.
El enfriamiento adiabático no tiene por qué involucrar a un fluido. Una técnica usada para alcanzar muy bajas temperaturas (milésimas o millonésimas de grado sobre el cero absoluto) es la desimanación adiabática, donde el cambio en un campo magnético en un material magnético es usado para conseguir un enfriamiento adiabático.

## Procesos adiabáticos en mecánica cuántica
En mecánica cuántica una transformación adiabática es un cambio lento en el Hamiltoniano cuántico {\displaystyle {\hat {H}}\,} que describe el sistema y que resulta en un cambio de los valores propios del Hamiltoniano pero no de sus estados propios, lo que se conoce como cruce evitado. Por ejemplo, si un sistema comienza en su estado fundamental permanecerá en el estado fundamental a pesar de que las propiedades de este estado pueden cambiar. Si en tal proceso se produce un cambio cualitativo en las propiedades del estado fundamental, como por ejemplo un cambio de spin la transformación se denomina transición de fase cuántica. Las transiciones de este tipo son transiciones de fase prohibidas por la mecánica clásica.